# El patrullero 777
El patrullero 777 es una película de comedia mexicana de 1978 dirigida por Miguel M. Delgado y protagonizada por Mario Moreno "Cantinflas", Ana Bertha Lepe y Valeria Pani. Esta película finaliza la trilogía suelta en torno al personaje del Agente 777, número que apareció por primera vez en El gendarme desconocido (1941) y reapareció en El bombero atómico (1952), aunque la única conexión entre estas tres películas es que el personaje de Cantinflas es un policía que usa el número 777; fue filmada en la Ciudad de México. Ésta fue la última aparición de Ana Bertha Lepe en el cine.

## Argumento
Un quinteto de mujeres de cabaret, Claudia Loza «La Clarines» (Ana Bertha Lepe), Guadalupe «La Pingüis» (Valeria Pani), Tarzana de la Flor «La Rompecatres» (Samia Farah), Sofía Beltrán «La Chofi» (Mayte Carol) y Dolores Barreto «La Motivosa» (María Montaño), son arrestadas, y como no tienen la posibilidad económica de pagar la fianza, se quedan en la delegación detenidas. Una de ellas, Lupita, se siente mal, y es ayudada por el sargento Diógenes Bravo (Cantinflas), conocido como el Patrullero 777, quien la envía a la Cruz Verde.
El Agente 777 es constantemente reprendido por su supervisor y jefe, el mayor Urbano Malagón (Wolf Ruvinskis) por ayudar a Lupita, a lo que él contesta que esto sólo es causa de la corrupción que existe dentro del cuerpo policial, pero el apoyar a Lupita se vuelve mucho más problemático, así que acude al hospital a donarle sangre.
Los encargados del cabaret donde trabajan las mujeres que fueron arrestadas se presentan en la delegación para pagar la multa de Lupita, sólo para descubrir que Lupita no está con las otras mujeres. Envían a llamar a Claudia, quien ve una oportunidad de salir de la detención en la delegación. En ese momento llega el Agente 777 y se enfrenta al jefe de los hombres, el Johnny (Ramón Menéndez), quien le pregunta a donde se ha llevado a Lupita, lo cual el Agente 777 se niega a contestar y discute con el Johnny sobre Lupita, donde es dejado implícito que él es su proxeneta.
A pesar de que Lupita no se lleva bien con el Agente 777 (a excepción de una enfermera que recibe flores), él sigue donándole sangre; y después va a visitar a Claudia y le cuenta que Lupita está bien, mientras Claudia quiere saber dónde esta hospitalizada Lupita, dice que el Johnny la está presionando para saber el paradero de la muchacha. El Agente 777 le dice que no tiene ninguna intención de que el Johnny sepa dónde está la chica, pues ya mucho mal le ha hecho, aunque lo que sí quiere es averiguar quién es el Johnny. Claudia le dice dónde encontrarlo y menciona que hay algunos policías corruptos que son amigos del Johnny, y que esa información también la pueden corroborar las chicas que trabajan en el cabaret.
El Agente 777 se dirige al hospital para volver a visitar a Lupita, pero descubre que ha sido dejada en libertad ya que no había alguna acusación que seguir en su contra. Posteriormente, se dan varios casos en los que el sargento interviene, tales como el robo de una cartera en el transcurso de una fiesta, un hombre golpeado por su mujer y un accidente vehicular que deja a dos personas sin vida.
A la noche, el Agente 777 se disfraza y se presenta en el cabaret donde trabajan Claudia y Lupita. El Agente 777 habla con Claudia, quien le cuenta que todos sus jefes son mafiosos y no hay quien los detenga, pues la policía los respalda. El Agente 777 y Claudia no se dan cuenta de que los jefes los están observando y comienzan a sospechar que el hombre con el que Claudia está hablando no es un cliente, sino en realidad alguien que está investigando algo. El Agente 777 comienza una pelea en el cabaret de la que sale victorioso, y es regañado nuevamente por el escándalo que arma en el cabaret, con el mayor Malagón diciéndole que no es bien visto que esté defendiendo a mujeres de moral dudosa.
Se dan otros dos casos en los que el Agente 777 presta sus servicios, tales como intervenir en un intento de suicidio, en el que un hombre que se encontraba a punto de quitarse la vida termina ayudando al Agente 777 para que no se caiga también, mientras el mayor Malagón sigue juntando evidencia para destituirlo de su puesto por haber ayudado a Lupita, pero por aceptación de Claudia, Lupita tiene la intención de contactarlo para ayudarla a salir del poder del Johnny.
El Agente 777 sigue realizando su labor por las calles de la ciudad; se encuentra en camino a entregar unas armas que había confiscado a unos delincuentes cuando recuerda que le habían llamado de la delegación, diciéndole que tenía una llamada muy importante que atender; el Agente 777 devuelve la llamada y descubre que es Lupita, quien le revela hacia donde se dirige el Johnny, para que el sargento pueda detenerlo. Él da aviso a las autoridades.
En el lugar se desata una balacera, donde el Agente 777 resulta herido, pero recuerda que entre las armas que había decomisado hay granadas; el camión que busca detener está a punto de irse, por lo que le lanza una granada, haciendo que el camión estalle.
Tiempo después, el mayor Malagón y Lupita (ahora su amiga, menos Claudia), lo visitan en el hospital y gracias a su hazaña, lo promueven finalmente a teniente, momento que aprovecha para hablar sobre la responsabilidad de ser un buen policía.

## Reparto
- Mario Moreno "Cantinflas" como Sargento Diógenes Bravo, Agente 777.
- Ana Bertha Lepe como Claudia Loza «La Clarines».
- Valeria Pani como Guadalupe «La Pingüis».
- Wolf Ruvinskis como Mayor Urbano Malagón.
- Julio Alejandro Lobato como Agente compañero del 777.
- Ramón Menéndez como El Johnny.
- Carlos Riquelme como Delegado.
- Samia Farah como Tarzana de la Flor «La Rompecatres».
- Rosángela Balbó como Invitada rubia en fiesta.
- Yolanda Rigel como Enfermera.
- Mayte Carol como Sofía Beltrán «La Chofi».
- María Montaño como Dolores Barreto «La Motivosa».
- César Sobrevals como Marcos Muñoz.
- Ángel de la Peña García como Angel de la Peña.
- Federico González como Delegado del segundo turno.
- Jose Luis Said
- Eduardo Noriega como Padre de joven prepotente.
- Amparo Arozamena como Señora en delegación.
- Laura Zapata como Señorita en delegación.
- Alejandro Ciangherotti como Hombre de serenata.
- Ofelia Guilmáin como Esposa violenta.
- Fernando Luján como Hombre suicida.
- Pompín Iglesias como Sacerdote.
- Eva Calvo como Suegra de hombre suicida.
- Nerina Ferrer como Esposa de hombre suicida.
- Guillermo Orea como Licenciado borracho.
- Norma Herrera como Mujer embarazada.
- Alfonso Carti como Policía que arresta a «La Clarines» (no acreditado).
- Alberto Catalá como Secretario de delegación (no acreditado).
- Leonardo Daniel como Joven prepotente (no acreditado).
- Cecilia Leger como Vecina de hombre suicida (no acreditada).
- Maricruz Nájera como Vecina de hombre suicida (no acreditada).
- Carlos Suárez como Policía (no acreditado).
- Maynardo Zavala como voz en la radio (no acreditado).
- Marcelo Villamil como Invitado a fiesta (no acreditado).
- Fernando Yapur como Esbirro del Johnny (no acreditado).

## Recepción
En Cantinflas and the Chaos of Mexican Modernity, el profesor Jeffrey M. Pilcher cuestionó la idea de la película retratara positivamente a la policía (o por lo menos al policía interpretado por Cantinflas), señalando que en ese momento, la corrupción dentro de la policía de la Ciudad de México alcanzó nuevas alturas bajo la jefatura de Arturo "El Negro" Durazo, quien fue acusado en los Estados Unidos por tráfico de drogas, y acusó a Cantinflas de «vender patéticamente su viejo y querido personaje de gendarme a la élite del poder». Pilcher declaró que «la ironía no se perdió en las reseñas», citando que las reseñas de la época describieron la película como «una contribución a hacer que los abominables y temidos 'azules' [como se apoda a la fuerza policial de la capital] parezcan comprensivos». Con respecto a la actuación de Cantinflas, Pilcher declaró: «Habiéndose puesto grueso en el medio a la edad de sesenta y seis años, le quedaba mal el uniforme de la policía; los pantalones caídos se habían vuelto completamente impensables. Pero los años avanzados no le impidieron llevar a cabo sus deberes de dar golpes de karate a narcotraficantes, rescatar a mujeres caídas y dar discursos a hippies». Tanto Carlos Monsiváis en Los ídolos a nado como Joanne Hershfield y David R. Maciel en Mexico's Cinema: A Century of Film and Filmmakers consideraron que en la película «queda constancia del imposible retorno a la vehemencia de El gendarme desconocido».